# Sandip Burman

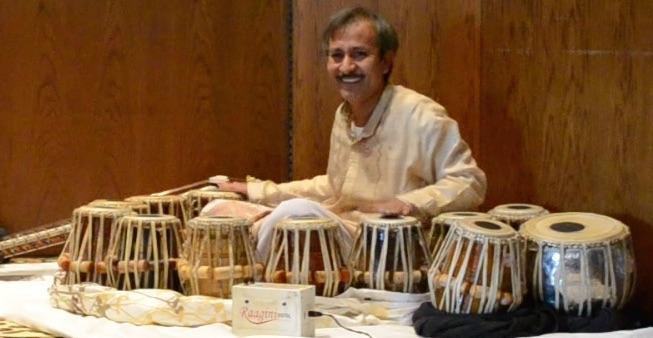
Sandip Burman spielt tabla tarang, Chicago 2015

Sandip Burman (* 21. März 1969 in Kalkutta) ist ein Tabla-, Tabla-tarang- und Sitar-Spieler aus Durgapur, Westbengalen in Indien mit US-amerikanischer Staatsangehörigkeit.

## Werdegang
Burmans erster Unterrichtung an der Tabla bei Shri Sudhir Roy folgte eine lange Studienzeit bei Pandit Shymal Bose, die sich in seiner darauf anschließenden Karriere bezahlt gemacht hat. Auch bei komplexen schnellen Rhythmen sind Burmans Interpretationen von spontanen Ideen aber trotzdem melodischer Reinheit geprägt. Seine erste Reise in die USA wurde von dem Gründer der Transzendentalen Meditation und dem Beatles-Guru Maharishi Mahesh Yogi finanziert.
Unterdessen ist Burman ein weltweit gern gesehener Gast. Nicht nur auf Konzerten, sondern auch an Schulen zeigt er sein Können. Er ist bekannt für die intensive Vorbereitung seiner Auftritte, egal ob vor einem Konzert oder vor Schülern, um immer seinen eigenen hohen Ansprüchen zu genügen. So stimmt er seine 20-Saiten Sitar und seine Tabla schon eine Stunde bevor er vor sein Auditorium oder seine Studenten tritt. Bei seinen Auftritten vor Studenten mit seiner Sitar und der ihm eigenen improvisierten Entfaltungsmöglichkeiten, erscheint es, als würde sich seine Seele musikalisch präsentieren. Nach solchen Vorstellungen gibt er Zeit für Fragen zu seiner Person und der Art seines künstlerischen Umgangs mit diesem Instrument. Danach wendet er sich dann der Tabla zu und lässt seine Hände mit einer Leichtigkeit, Schnelligkeit und Präzizision über die beiden Trommeln fliegen, sodass sich kaum jemand dem Zauber dieses Beats entziehen kann.
Burman spielte mit Ravi Shankar und Jazzlegenden wie Jack DeJohnette, Al Di Meola, Randy Brecker, Howard Levy, Paul McCandless, Andy Narell, Victor Wooten und Béla Fleck zusammen. Er und Danny Elfman steuerten die Filmmusik zu Tim Burtons Mars Attacks! bei und für die IBM einen kommerziellen Werbeauftritt.
Das Album Global Fusion von Warner Brothers, das er zusammen mit L. Subramaniam bespielte, ist mit seinem Bild versehen.
2001 führte Burman eine Tournee mit so hervorragenden Jazzmusikern wie Victor Bailey (Weather Report), Randy Brecker (Brecker Brothers), Steve Smith (Journey), Howard Levy (Flecktones), Jerry Goodman (Mahavishnu Orchestra) und Paul Bollenback mit dem Titel East Meets Jazz an. Für eine Show verstärkte sich die Gruppe noch mit Dave Pietro. Die Tour fand wegen der Terroranschläge am 11. September 2001 ein jähes Ende.
In den folgenden Jahren gab Burman etwa 170 Solo-Aufführungen jährlich und wirkte bei bedeutenden Festivals wie dem Kennedy Center (Washington D.C.), der Street Scene in San Diego, dem First Night Providence auf Rhode Island, dem House of Blues in Chicago, dem Nelson-Atkins Museum of Art in Kansas City, dem Wolftrap in Washington, D.C., dem Ravinia Festival in Chicago, dem Skirball Cultural Center in Los Angeles, auf dem Telluride Bluegrass Festival in Colorado und dem Sterngrove Festival in San Francisco mit. Vor seinen Auftritten gab er an den örtlichen Universitäten oder Schulen vor Studenten oder Schülern häufig Proben seines Könnens.
Burman hatte eine Gastprofessur am Rotterdams Conservatorium in den Niederlanden. Seine Konzertauftritte führten ihn nicht nur durch die USA, sondern auch nach Europa, Australien, Neuseeland, Mexiko, Singapur, Nord Afrika, Israel und Kanada.